# Romeo Venturelli
Romeo Venturelli (Sassostorno di Lama Mocogno, Emília-Romanya, 9 de desembre de 1938 - Pavullo nel Frignano, 2 d'abril de 2011) va ser un ciclista italià, professional entre 1960 i 1973. Era germà del també ciclista Renato Venturelli.
Al seu palmarès destaca una victòria d'etapa i el lideratge durant una jornada al Giro d'Itàlia de 1960 i el Giro del Piemont de 1965.

## Palmarès
- 1957
  - 1r al Petit Giro de Llombardia
  - 1r al Trofeu Mario Pizzoli
- 1958
  - 1r al Gran Premi Ezio de Rosso
  - 1r al Trofeu Mario Pizzoli
  - 1r a la Copa 29 Martiri de Figline di Prato
- 1959
  - 1r al Gran Premi de l'Alliberament
  - Vencedor de 3 etapes de la Cursa de la Pau
- 1960
  - 1r al Trofeu Baracchi, amb Diego Ronchini
  - Vencedor d'una etapa del Giro d'Itàlia
  - Vencedor d'una etapa de la París-Niça
  - Vencedor d'una etapa del Tour de Romandia
  - Vencedor d'una etapa de la Menton-Roma
- 1965
  - 1r al Giro del Piemont

### Resultats al Giro d'Itàlia
- 1960. Abandona. Vencedor d'una etapa. Porta la maglia rosa durant 1 etapa
- 1961. Abandona
- 1965. Abandona